# Korynka
Korynka är ett vattendrag i Belarus. Det ligger i den norra delen av landet, 170 km norr om huvudstaden Minsk.
Trakten runt Korynka består till största delen av jordbruksmark. Runt Korynka är det glesbefolkat, med 19 invånare per kvadratkilometer.